# Florian Bianchini
Florian Bianchini (Reims, 25 giugno 2001) è un calciatore francese, attaccante dello Swansea City.

## Carriera

### Club
Cresciuto nel settore giovanile dell'Amiens, con la cui squadra riserve tra il 2018 ed il 2021 ha messo a segno 6 reti in 13 presenze nella quinta divisione francese, ha debuttato in prima squadra il 19 settembre 2020 nell'incontro di seconda divisione francese pareggiato 0-0 contro il Châteauroux ed il 13 novembre seguente ha firmato il suo primo contratto professionistico. Nell'estate del 2021 è stato ceduto in prestito all'Avranches, dove ha disputato una stagione da titolare in Championnat National. Dopo un breve rientro all'Amiens, dove ha giocato 3 incontri nelle prime giornate, il 1º settembre 2022 è stato prestato al Châteauroux fino al termine della stagione.
Il 2 luglio 2023 è stato acquistato a titolo definitivo dal Bastia, con cui ha trascorso un'ottima stagione realizzando 5 reti e fornendo 6 assist. Il 23 agosto 2024 ha firmato un quadriennale con lo Swansea City.

### Nazionale
Ha giocato con la nazionale francese Under-19.

## Statistiche

### Presenze e reti nei club
Statistiche aggiornate al 17 luglio 2025.
| Stagione        | Squadra         | Campionato      | Campionato | Campionato | Coppe nazionali | Coppe nazionali | Coppe nazionali | Coppe continentali | Coppe continentali | Coppe continentali | Altre coppe | Altre coppe | Altre coppe | Totale | Totale | Totale |
| Stagione        | Squadra         | Comp            | Pres       | Reti       | Comp            | Pres            | Reti            | Comp               | Pres               | Reti               | Comp        | Pres        | Reti        | Pres   | Reti   |        |
| --------------- | --------------- | --------------- | ---------- | ---------- | --------------- | --------------- | --------------- | ------------------ | ------------------ | ------------------ | ----------- | ----------- | ----------- | ------ | ------ | ------ |
| 2018-2019       | Amiens 2        | N3              | 2          | 0          | -               | -               | -               | -                  | -                  | -                  | -           | -           | -           | 2      | 0      |        |
| 2019-2020       | Amiens 2        | N3              | 8          | 1          | -               | -               | -               | -                  | -                  | -                  | -           | -           | -           | 8      | 1      |        |
| 2020-2021       | Amiens 2        | N3              | 3          | 5          | -               | -               | -               | -                  | -                  | -                  | -           | -           | -           | 3      | 5      |        |
| Totale Amiens 2 | Totale Amiens 2 | Totale Amiens 2 | 13         | 6          |                 | -               | -               |                    | -                  | -                  |             | -           | -           | 13     | 6      |        |
| 2020-2021       | Amiens          | L2              | 16         | 0          | CF              | 2               | 0               | -                  | -                  | -                  | -           | -           | -           | 18     | 0      |        |
| 2021-2022       | Avranches 2     | N3              | 1          | 0          | -               | -               | -               | -                  | -                  | -                  | -           | -           | -           | 1      | 0      |        |
| 2021-2022       | Avranches       | N               | 31         | 3          | CF              | 1               | 0               | -                  | -                  | -                  | -           | -           | -           | 32     | 3      |        |
| lug.-ago. 2022  | Amiens          | L2              | 3          | 0          | CF              | 0               | 0               | -                  | -                  | -                  | -           | -           | -           | 3      | 0      |        |
| Totale Amiens   | Totale Amiens   | Totale Amiens   | 19         | 0          |                 | 2               | 0               |                    | -                  | -                  |             | -           | -           | 21     | 0      |        |
| 2022-2023       | Châteauroux     | N               | 17         | 2          | CF              | 5               | 1               | -                  | -                  | -                  | -           | -           | -           | 22     | 3      |        |
| 2023-2024       | Bastia 2        | N3              | 1          | 0          | -               | -               | -               | -                  | -                  | -                  | -           | -           | -           | 1      | 0      |        |
| 2023-2024       | Bastia          | L2              | 28         | 5          | CF              | 1               | 0               | -                  | -                  | -                  | -           | -           | -           | 29     | 5      |        |
| ago. 2024       | Bastia          | L2              | 1          | 0          | CF              | 0               | 0               | -                  | -                  | -                  | -           | -           | -           | 1      | 0      |        |
| Totale Bastia   | Totale Bastia   | Totale Bastia   | 29         | 5          |                 | 1               | 0               |                    | -                  | -                  |             | -           | -           | 30     | 5      |        |
| 2024-2025       | Swansea City    | FLC             | 36         | 3          | FACup+CdL       | 1+1             | 0               | -                  | -                  | -                  | -           | -           | -           | 38     | 3      |        |
| Totale carriera | Totale carriera | Totale carriera | 147        | 19         |                 | 11              | 1               |                    | -                  | -                  |             | -           | -           | 158    | 20     |        |